# 羽咋駅

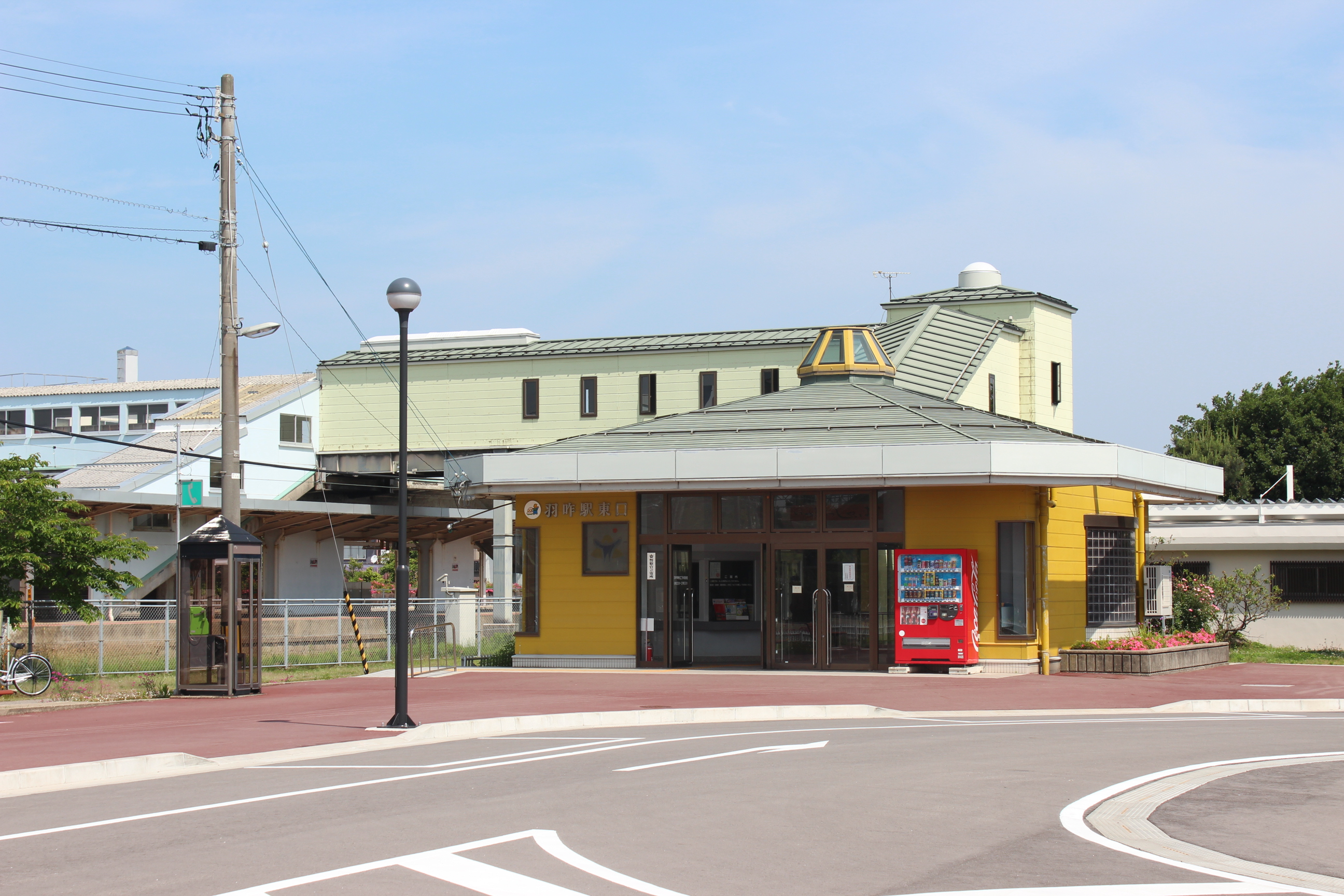
東口（2016年5月）

羽咋駅（はくいえき）は、石川県羽咋市川原町にある、西日本旅客鉄道（JR西日本）七尾線の駅である。

## 概要
特急列車は過去に「かがやき」が通過していたが現在はすべての列車が停車する。事務管コードは▲541812。
かつては当駅から北陸鉄道能登線が三明駅まで伸びていた。また、北鉄能登線の前身である能登鉄道の時代から氷見線を氷見駅から当駅まで延伸する計画があった。

## 歴史
- 1898年（明治31年）4月24日：七尾鉄道 津幡仮停車場（現在の本津幡駅の前身） - 七尾駅 - 矢田新駅（後の七尾港駅）間開通と同時に開業[1][8]。旅客および貨物の取扱を開始[9]。
- 1907年（明治40年）9月1日：七尾鉄道が鉄道国有法により国有化[9]、帝国鉄道庁（国鉄）の駅となる[8]。
- 1909年（明治42年）10月12日：線路名称制定。七尾線の所属となる[8][9]。
- 1925年（大正14年）3月3日：能登鉄道が当駅から能登高浜駅まで開業[4][10][11]。
- 1943年（昭和18年）10月13日：能登鉄道が北陸鉄道に合併し、同社の能登線となる[12]。
- 1966年（昭和41年）2月15日：現在の西口となる駅舎が竣工[13]。
- 1972年（昭和47年）6月25日：北陸鉄道能登線が廃止[6][14]。
- 1984年（昭和59年）2月1日：貨物の取扱を廃止[9]。七尾港駅とともに線内で最後まで貨物営業を行っていた駅であった。
- 1987年（昭和62年）4月1日：国鉄分割民営化に伴い、JR西日本の駅となる[9]。
- 1988年（昭和63年）3月25日：みどりの窓口営業開始。
- 1991年（平成3年）9月1日：七尾線が直流電化される[8]。
- 1992年（平成4年）9月25日：群馬藤岡駅と姉妹駅の提携を盟約[15]。
- 1993年（平成5年）4月：東口を開設し供用開始[13]。
- 1997年（平成9年）3月22日：ダイヤ改正に伴い、すべての特急列車が停車するようになる。
- 2021年（令和3年）
  - 1月15日：みどりの窓口が営業を終了[2][3]。
  - 1月16日：みどりの券売機プラスの利用を開始[2][3]。
  - 3月13日：ICカード「ICOCA」の利用が可能となる[16][17][18]。西口が業務委託駅（JR西日本金沢メンテック受託）、東口は簡易委託駅（羽咋市受託）となる。

## 駅構造
単式ホーム1面1線と島式ホーム1面2線、合計2面3線のホームを持つ地上駅。駅舎は西口と東口の2つが存在する。西口にはバスのりばがあり、単式ホームの1番のりばに面したコンクリート平屋建てで事務室などがある。駅舎と各ホームは跨線橋で連絡している。みどりの券売機プラス設置駅。
かつては七尾鉄道部管理の直営駅であったが、西口はJR西日本金沢メンテックが受託する業務委託駅、東口は羽咋市が受託する簡易委託駅となっている。2021年3月13日からICOCAなどの全国相互利用サービスに対応した交通系ICカードが利用可能となっており、改札には簡易型のIC専用改札機が設置されている。
また、羽咋市の地域おこしとして「UFOのまち」を展開していることから、駅前にはUFO型の街灯が設置されている。

### のりば
| のりば | 路線    | 方向 | 行先           | 備考               |
| ------ | ------- | ---- | -------------- | ------------------ |
| 1      | ■七尾線 | 下り | 七尾方面       |                    |
| 2      | ■七尾線 | 上り | 津幡・金沢方面 |                    |
| 3      | ■七尾線 | 上り | 津幡・金沢方面 | 一部の普通列車のみ |
| 3      | ■七尾線 | 下り | 七尾方面       | 一部の普通列車のみ |

付記事項
- 列車運転指令上では、1番のりばが「下り本線」[1]、2番のりばが「上り本線」[1]、3番のりばが「上り1番線」となっている。
- 3番のりばは下り方向への入線・発車にも対応しており[19]、実質的には上下副本線としての役割を担うが、通常の発着には1番のりばと2番のりばが使われる[20]。

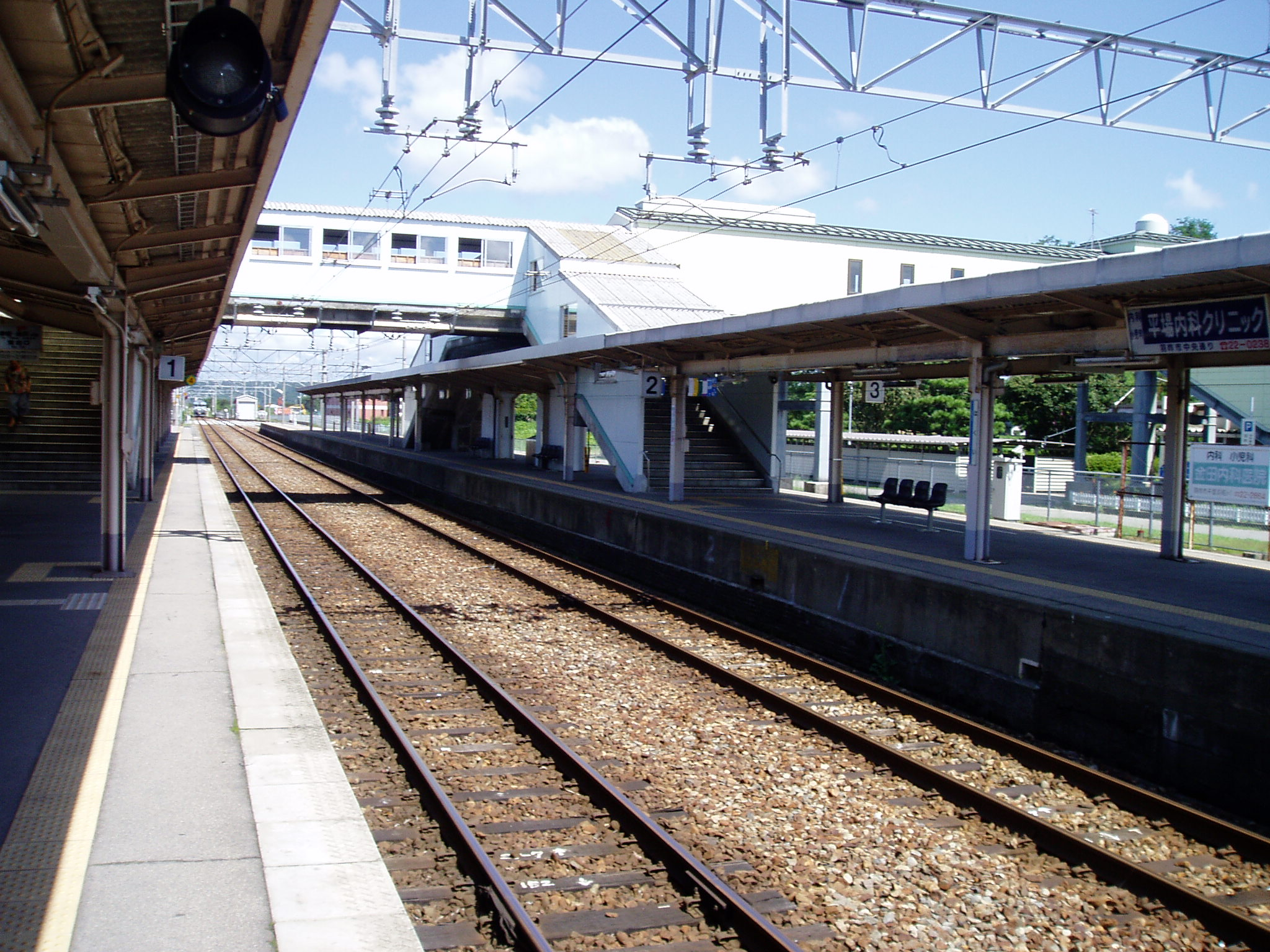
ホーム（2008年8月）

## 利用状況
2020年（令和2年）度の1日平均乗車人員は1,011人である。
「石川県統計書」及び「羽咋市統計書」によると、近年の1日平均乗車人員の推移は以下の通り。
| 年度   | 1日平均 乗車人員 | 出典            |
| ------ | ---------------- | --------------- |
| 1995年 | 2,317            | [ 乗車人員 2 ]  |
| 1996年 | 2,189            | [ 乗車人員 3 ]  |
| 1997年 | 2,001            | [ 乗車人員 4 ]  |
| 1998年 | 1,900            | [ 乗車人員 5 ]  |
| 1999年 | 1,847            | [ 乗車人員 6 ]  |
| 2000年 | 1,774            | [ 乗車人員 7 ]  |
| 2001年 | 1,693            | [ 乗車人員 8 ]  |
| 2002年 | 1,570            | [ 乗車人員 9 ]  |
| 2003年 | 1,511            | [ 乗車人員 10 ] |
| 2004年 | 1,440            | [ 乗車人員 11 ] |
| 2005年 | 1,430            | [ 乗車人員 12 ] |
| 2006年 | 1,422            | [ 乗車人員 13 ] |
| 2007年 | 1,392            |                 |
| 2008年 | 1,379            |                 |
| 2009年 | 1,347            |                 |
| 2010年 | 1,354            |                 |
| 2011年 | 1,350            |                 |
| 2012年 | 1,331            |                 |
| 2013年 | 1,360            |                 |
| 2014年 | 1,233            |                 |
| 2015年 | 1,289            |                 |
| 2016年 | 1,312            |                 |
| 2017年 | 1,320            |                 |
| 2018年 | 1,285            |                 |
| 2019年 | 1,274            | [ 乗車人員 14 ] |
| 2020年 | 1,011            | [ 乗車人員 1 ]  |

## 駅周辺

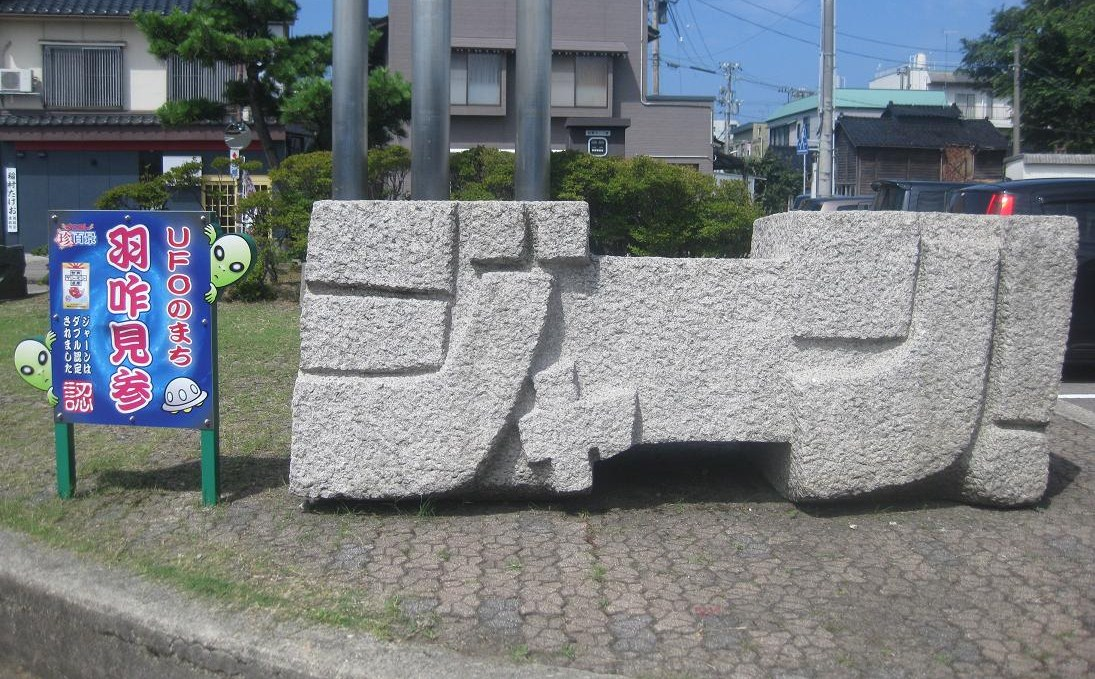
駅前の羽咋擬音石像

駅周辺は羽咋市の中心地である。2024年（令和6年）7月1日に駅前ににぎわい交流施設「ラクナはくい」（鉄骨造り4階建て）がオープンした。
- 羽咋市役所
- 羽咋警察署
- 羽咋郵便局
- 公立羽咋病院
- 石川県立羽咋高等学校
- コスモアイル羽咋
- 羽咋市立羽咋小学校
- 羽咋市立羽咋中学校
- 国道249号
- 石川県道232号若部千里浜インター線
- 羽咋擬音石像 - 2005年に、商工会議所が主体となって「ジャーン!」などのマンガの擬音（音喩）が浮き文字の石像を設置した[27]。

### バス路線
- 北鉄能登バス - 富来・七尾・金沢方面
- 市内循環バス「るんるんバス」
- 丸一観光 - 東京（グリーンライナー）方面

## 隣の駅
※特急「能登かがり火」「花嫁のれん」の隣の停車駅は各列車記事を参照のこと。
西日本旅客鉄道（JR西日本）
■七尾線
南羽咋駅 - 羽咋駅 - 千路駅

### かつて乗り入れていた路線
北陸鉄道
能登線
羽咋駅 - 能登一ノ宮駅

### 乗車人員
1. 1 2 3  “令和2年石川県統計書” (PDF). 石川県. p. 104 (2022年6月). 2023年2月9日時点のオリジナルよりアーカイブ。2023年2月9日閲覧。
2. ↑  “平成7年石川県統計書” (PDF). 石川県. p. 112 (1997年3月). 2023年2月9日時点のオリジナルよりアーカイブ。2023年2月9日閲覧。
3. ↑  “平成8年石川県統計書” (PDF). 石川県. p. 108 (1998年3月). 2023年2月9日時点のオリジナルよりアーカイブ。2023年2月9日閲覧。
4. ↑  “平成9年石川県統計書” (PDF). 石川県. p. 108 (1999年2月). 2023年2月9日時点のオリジナルよりアーカイブ。2023年2月9日閲覧。
5. ↑  “平成10年石川県統計書” (PDF). 石川県. p. 108 (2000年2月). 2023年2月9日時点のオリジナルよりアーカイブ。2023年2月9日閲覧。
6. ↑  “平成11年石川県統計書” (PDF). 石川県. p. 108 (2001年3月). 2023年2月9日時点のオリジナルよりアーカイブ。2023年2月9日閲覧。
7. ↑  “平成12年石川県統計書” (PDF). 石川県. p. 108 (2002年3月). 2023年2月9日時点のオリジナルよりアーカイブ。2023年2月9日閲覧。
8. ↑  “平成13年石川県統計書” (PDF). 石川県. p. 108 (2003年3月). 2023年2月9日時点のオリジナルよりアーカイブ。2023年2月9日閲覧。
9. ↑  “平成14年石川県統計書” (PDF). 石川県. p. 108 (2004年3月). 2023年2月9日時点のオリジナルよりアーカイブ。2023年2月9日閲覧。
10. ↑  “平成15年石川県統計書” (PDF). 石川県. p. 108 (2005年3月). 2023年2月9日時点のオリジナルよりアーカイブ。2023年2月9日閲覧。
11. ↑  “平成16年石川県統計書” (PDF). 石川県. p. 108 (2006年3月). 2023年2月9日時点のオリジナルよりアーカイブ。2023年2月9日閲覧。
12. ↑  “平成17年石川県統計書” (PDF). 石川県. p. 108. 2023年2月9日時点のオリジナルよりアーカイブ。2023年2月9日閲覧。
13. ↑  “平成18年石川県統計書” (PDF). 石川県. p. 106 (2008年3月). 2023年2月9日時点のオリジナルよりアーカイブ。2023年2月9日閲覧。
14. ↑  “令和元年石川県統計書” (PDF).   石川県. p. 104 (2021年3月). 2021年4月12日閲覧。